# Bleeding Love
Bleeding Love — песня британской певицы Леоны Льюис, выпускницы телевизионного шоу The X-Factor. Первый сингл из дебютного альбома певицы и второй в общей сложности, достиг первого места в чартах 28 стран мира, включая United World Chart, а на вершине британского UK Singles Chart продержался 7 недель, став самым успешным синглом года. Композиция получила преимущественно положительные отзывы музыкальных критиков.

## Промоакции

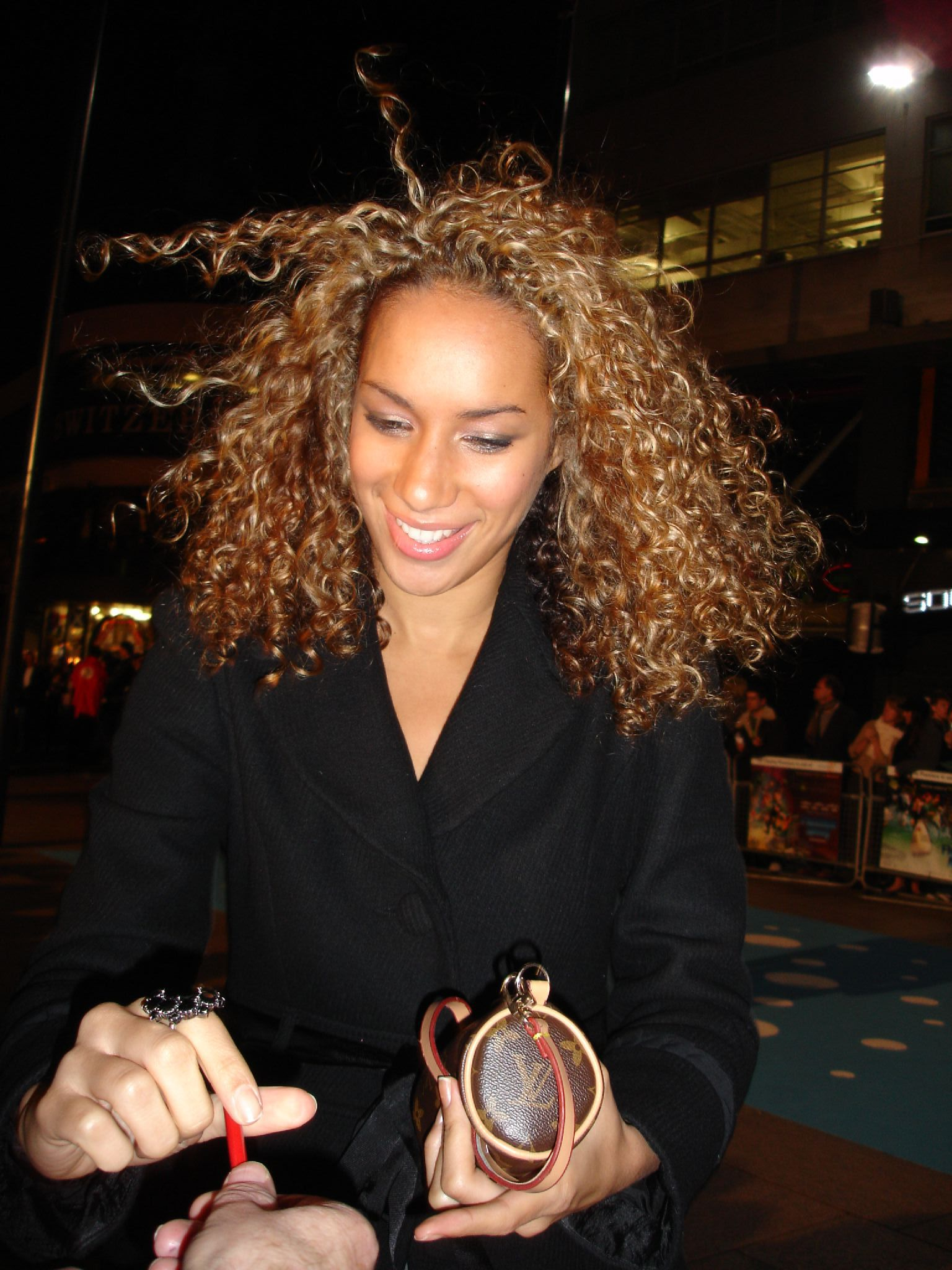
Леона Льюис

Первый раз на радио песня прозвучала 16 сентября 2007 года на BBC Radio 1 Chart Show, и следом появилась в блоге Переса Хилтона в интернете. Более 1,5 миллионов слушателей прослушали песню онлайн.
Леона Льюис совершила двухдневный региональный радио тур по Великобритании для продвижения сингла и альбома 11 и 12 октября. Далее последовало появление певицы на утреннем шоу «This Morning» 15 октября. Льюис исполнила песню вживую на концерте четвёртого сезона «The X-Factor» 20 октября, а также появилась на различных тв- и радиопередачах.
29 Февраля Леона Льюис выступила на «Festival della canzone italiana» в Италии 29 Февраля 2008 года и на известном немецком шоу «Wetten, dass..?» 1 марта 2008 года.
Льюис впервые появилась на телеэкранах США в «Шоу Опры Уинфри» 17 марта, где она исполнила «Bleeding Love». Также певица выступила на «Good Morning America» 4 Апреля 2008 года. Далее последовала серия выступлений на различных популярных телешоу в США, таких как American Idol и «Jimmy Kimmel Live».

## Видеоклипы
К песне было снято два музыкальных видеоклипа. Первое видео снято режиссёром Мелина в Лос-Анджелесе. Видео показывает жилой дом с шестью сюжетными линиями о влюблённых парах на разных стадиях отношений: «Видео очень эмоционально и показывает все — от первой любви и разнузданной страсти, до разбитых сердец, потерь и ярости». Мелина объяснила своё понимание видео в интервью программе «Делаем видео» на американском MTV, сказав что вода в ролике это метафора к любовным проблемам жителей дома, при том что каждые апартаменты с парами это кровоточащая любовь.
В этом клипе Леона одета в платье стоимостью 100,000 фунтов стерлингов от Dolce & Gabanna, инкрустированное кристаллами и весом 18 килограммов. На съёмках видеоклипа присутствовало 150 человек, включая пять стилистов, прилетевших из Великобритании.
Первое видео появилось в эфире 17 октября 2007 года и в этот же день было загружено на популярный видео сайт YouTube, став одним из самых популярных видео на сайте. На сегодняшний день его просмотрело более 86 миллионов раз. Второе видео было снято в Нью-Йорке для американского релиза сингла «Bleeding Love». Сюжет видео был написан Райаном Теддером. Режиссёром стал Джесси Терреро. Премьера нового клипа состоялась 29 Января на Yahoo! Music.